# Fontaine Saint-Pierre de Chuffilly-Roche
La fontaine Saint-Pierre est une fontaine située sur le territoire de la commune de Chuffilly-Roche, dans le département français des Ardennes. Elle est inscrite à l'inventaire des monuments historiques.

## Description
La fontaine alimente une pièce d’eau. Au milieu de cette pièce d'eau, s’élève un édicule hexagonal surmonté d’une statue de saint Pierre. Il abrite une niche. Une date est mentionnée, 1624. L’eau de cette source était autrefois réputée contre les fièvres.

## Localisation
Cette fontaine est sur la commune de Chuffilly-Roche, dans le bourg de Chuffilly, dans le département français des Ardennes. Elle est située à côté de l'église.

## Historique
En 1624, la seigneurie de Chuffily appartient à Robert de la Joyeuse, seigneur de Saint-Lambert, lieutenant du Roi au gouvernement de Champagne.
La fontaine a été inscrite au titre des monuments historiques par un arrêté du 27 septembre 1948, en même temps que l'église et le cimetière.